# Димитър Овчаров
Димитър Савов Овчаров е български академик, виден археолог и изкуствовед. Занимава се със средновековна история, археология, изкуство и култура. Баща е на Николай Овчаров, който също се занимава със средновековна история и археология. Ръководи на множество обекти на археологически разкопки в страната, преди всичко на старите български столици Преслав и Плиска. Овчаров е най-изявеният противник на идеята за ролята на тракийския етнос в изграждането на старобългарската култура. Той поддържа концепция, че тракийски етнос не съществува, а античните традиции в средновековната българска култура са следствие на индиректна приемственост с населението на балканските провинции на Византия.

## Биография
Роден е на 28 април 1931 г. в град София, България. През 1956 година завършва висше образование специалност „История“ в Софийския държавен университет, профил „Археология“. От 1956 до 1959 г. работи като уредник в отдел „Възраждане“ в Окръжния исторически музей в град Велико Търново. През 1960 г. става директор на новосъздадения Окръжен исторически музей в град Търговище.
Овчаров е измежду активните сътрудници на Историческия музей в Търговище, създаден през 1951 г., придобил статут на Окръжен (понастоящем Регионален) исторически музей в Търговище през 1960 г. От 1968 до 1974 г. Овчаров е научен сътрудник във Военноисторическия музей в град София. От 1974 до 2001 г. е старши научен сътрудник в Археологическия институт с музей при БАН. От 1983 до 1993 г. е ръководител на Секцията по средновековна археология там.
Над 20 години е редактор на списание „Археология“, а главен редактор е от 1993 до 2001 г. От 2003 г. до кончината си е активен член на редакционния съвет на списание „Паметници Реставрация Музеи“. В периода от 1992 до 1993 г. е директор на Националния археологически институт. Занимава се със средновековна история, археология, изкуство и култура. Преподава обща археология, древнобългарска култура и религия и средновековно изкуство в Софийския университет „Климент Охридски“, Славянски университет, Нов български университет и Националната художествена академия.
От 4 ноември 2011 г. е почетен гражданин на Търговище.
След дълго боледуване умира на 23 май 2013 г. в София. Погребан е в Централните софийски гробища.